# 克里丘諾韋
48°0′7″N 30°10′26″E / 48.00194°N 30.17389°E

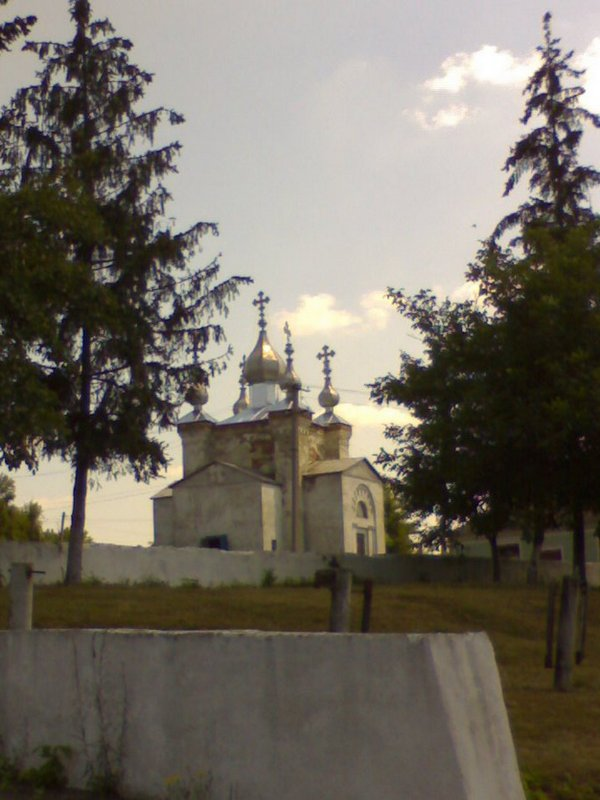

克里丘諾韋（烏克蘭語：Кричунове）是位於烏克蘭西南部的村莊，由敖德萨州波季利斯克区的柳巴希夫卡市鎮負責管轄。該村始建於十九世紀，面積5.05平方公里，2001年人口595，人口密度每平方公里117.78人。